# Palio dubia
Palio dubia is een slakkensoort uit de familie van de Polyceridae. De wetenschappelijke naam van de soort is, als Polycera dubia, voor het eerst geldig gepubliceerd in 1829 door M. Sars.